# اوبیسی
اوبیسی (به لاتین: Ubisi) یک روستا در گرجستان است که در شهرداری خاراگاولی واقع شده‌است. اوبیسی ۲۷۶ نفر جمعیت دارد و ۳۲۰ متر بالاتر از سطح دریا واقع شده‌است.